# Bairradas
Bairradas is een plaats (freguesia) in de Portugese gemeente Figueiró dos Vinhos en telt 610 inwoners (2001).